# Campeonato Mundial de Atletismo em Pista Coberta de 2016 - Heptatlo masculino
A prova do heptatlo masculino do Campeonato Mundial de Atletismo em Pista Coberta de 2016 ocorreu entre os dias  18 e 19 de março em Portland, nos Estados Unidos.

## Recordes
Antes desta competição, os recordes mundiais e do campeonato nesta prova eram os seguintes:
|    | Nome         | Nacionalidade  | Pontos   | Local             | Data                |
| -- | ------------ | -------------- | -------- | ----------------- | ------------------- |
| WR | Ashton Eaton | Estados Unidos | 6645 pts | Istambul, Turquia | 10 de março de 2012 |
| CR | Ashton Eaton | Estados Unidos | 6645 pts | Istambul, Turquia | 10 de março de 2012 |

## Medalhistas
| Ouro               | Prata                  | Bronze                |
| Ashton Eaton (USA) | Oleksiy Kasyanov (UKR) | Mathias Brugger (GER) |

## Resultados

### 60 metros
A prova dos 60 metros ocorreu dia 18 ás 11:30. 
| Colocação | Bateria | Nome                    | Nacionalidade  | Resultados | Pontos | Notas |
| --------- | ------- | ----------------------- | -------------- | ---------- | ------ | ----- |
| 1         | 2       | Ashton Eaton            | Estados Unidos | 6.81       | 951    |       |
| 2         | 2       | Oleksiy Kasyanov        | Ucrânia        | 6.86       | 933    | SB    |
| 3         | 2       | Samuel Remédios         | Portugal       | 6.93       | 907    |       |
| 4         | 1       | Kurt Felix              | Granada        | 7.00       | 882    | PB    |
| 5         | 2       | Jérémy Lelièvre         | França         | 7.02       | 875    |       |
| 6         | 2       | Curtis Beach            | Estados Unidos | 7.04       | 868    |       |
| 7         | 1       | Adam Sebastian Helcelet | Chéquia        | 7.05       | 865    | SB    |
| 8         | 2       | Jorge Ureña             | Espanha        | 7.10       | 847    |       |
| 9         | 2       | Mathias Brugger         | Alemanha       | 7.15       | 830    |       |
| 10        | 1       | Petter Olson            | Suécia         | 7.17       | 823    |       |
| 11        | 1       | Tim Nowak               | Alemanha       | 7.18       | 819    | SB    |

### Salto em distância
A prova do salto em distância ocorreu dia 18 ás 12:20. 
| Colocação | Nome                    | Nacionalidade  | #1   | #2   | #3   | Resultados | Pontos | Notas | Total |
| --------- | ----------------------- | -------------- | ---- | ---- | ---- | ---------- | ------ | ----- | ----- |
| 1         | Ashton Eaton            | Estados Unidos | 7.85 | 8.08 | –    | 8.08       | 1081   | SB    | 2032  |
| 2         | Curtis Beach            | Estados Unidos | 7.37 | 7.54 | 7.65 | 7.65       | 972    | SB    | 1840  |
| 3         | Oleksiy Kasyanov        | Ucrânia        | 7.03 | 7.49 | 7.45 | 7.49       | 932    |       | 1865  |
| 4         | Kurt Felix              | Granada        | 7.22 | 7.29 | 7.45 | 7.45       | 922    |       | 1804  |
| 5         | Mathias Brugger         | Alemanha       | 7.30 | 7.15 | 7.26 | 7.30       | 886    | SB    | 1716  |
| 6         | Adam Sebastian Helcelet | Chéquia        | 7.09 | 7.19 | 7.06 | 7.19       | 859    |       | 1724  |
| 7         | Samuel Remédios         | Portugal       | x    | x    | 7.16 | 7.16       | 852    |       | 1759  |
| 8         | Jorge Ureña             | Espanha        | x    | 6.92 | 7.15 | 7.15       | 850    |       | 1697  |
| 9         | Jérémy Lelièvre         | França         | 7.11 | 7.14 | 6.91 | 7.14       | 847    |       | 1722  |
| 10        | Petter Olson            | Suécia         | 6.89 | 6.76 | 6.99 | 6.99       | 811    | SB    | 1634  |
| 11        | Tim Nowak               | Alemanha       | 6.69 | 6.79 | 6.92 | 6.92       | 795    |       | 1614  |

### Arremesso de peso
A prova do arremesso de peso ocorreu dia 18 ás 17:15. 
| Colocação | Nome                    | Nacionalidade  | #1    | #2    | #3    | Resultados | Pontos | Notas | Total |
| --------- | ----------------------- | -------------- | ----- | ----- | ----- | ---------- | ------ | ----- | ----- |
| 1         | Kurt Felix              | Granada        | 14.65 | 14.80 | 15.02 | 15.02      | 791    | SB    | 2595  |
| 2         | Adam Sebastian Helcelet | Chéquia        | 14.74 | 14.56 | 14.96 | 14.96      | 787    | SB    | 2511  |
| 3         | Oleksiy Kasyanov        | Ucrânia        | 14.41 | x     | 14.53 | 14.53      | 761    |       | 2626  |
| 4         | Mathias Brugger         | Alemanha       | 14.17 | 14.47 | 14.03 | 14.47      | 757    |       | 2473  |
| 5         | Tim Nowak               | Alemanha       | 14.16 | 13.77 | 14.31 | 14.31      | 747    | PB    | 2361  |
| 6         | Ashton Eaton            | Estados Unidos | x     | 13.39 | 14.16 | 14.16      | 738    | SB    | 2770  |
| 7         | Jérémy Lelièvre         | França         | 14.04 | 13.74 | x     | 14.04      | 738    | SB    | 2453  |
| 8         | Petter Olson            | Suécia         | 13.46 | x     | 13.92 | 13.92      | 723    | SB    | 2357  |
| 9         | Samuel Remédios         | Portugal       | 12.30 | 13.04 | 13.48 | 13.48      | 697    | PB    | 2456  |
| 10        | Curtis Beach            | Estados Unidos | 13.03 | 12.87 | 13.12 | 13.12      | 675    | PB    | 2515  |
| 11        | Jorge Ureña             | Espanha        | 12.24 | x     | 11.89 | 12.24      | 621    | PB    | 2318  |

### Salto em altura
A prova do salto em altura ocorreu dia 18 ás 18:45. 
| Colocação | Nome             | Nacionalidade  | 1.87 | 1.90 | 1.93 | 1.96 | 1.99 | 2.02 | 2.05 | 2.08 | 2.11 | 2.14 | Resultados | Pontos | Notas | Total |
| --------- | ---------------- | -------------- | ---- | ---- | ---- | ---- | ---- | ---- | ---- | ---- | ---- | ---- | ---------- | ------ | ----- | ----- |
| 1         | Kurt Felix       | Granada        | –    | –    | –    | –    | o    | o    | xxo  | xxo  | xxo  | xxx  | 2.11       | 906    | SB    | 3501  |
| 2         | Mathias Brugger  | Alemanha       | –    | –    | o    | –    | xxo  | o    | xxo  | xxx  |      |      | 2.05       | 850    |       | 3323  |
| 3         | Adam Helcelet    | Chéquia        | –    | o    | o    | o    | o    | o    | xxx  |      |      |      | 2.02       | 822    |       | 3333  |
| 4         | Curtis Beach     | Estados Unidos | o    | o    | o    | o    | o    | xo   | xxx  |      |      |      | 2.02       | 822    | SB    | 3337  |
| 5         | Ashton Eaton     | Estados Unidos | –    | –    | o    | –    | o    | xxx  |      |      |      |      | 1.99       | 794    | SB    | 3564  |
| 6         | Tim Nowak        | Alemanha       | –    | –    | xo   | –    | o    | xxx  |      |      |      |      | 1.99       | 794    | SB    | 3155  |
| 7         | Oleksiy Kasyanov | Ucrânia        | –    | o    | o    | o    | xo   | xxx  |      |      |      |      | 1.99       | 794    | SB    | 3420  |
| 8         | Jorge Ureña      | Espanha        | o    | –    | xo   | o    | xxx  |      |      |      |      |      | 1.96       | 767    |       | 3085  |
| 9         | Petter Olson     | Suécia         | o    | o    | xo   | xxx  |      |      |      |      |      |      | 1.93       | 740    |       | 3097  |
| 10        | Samuel Remédios  | Portugal       | xxo  | xxo  | xo   | xxx  |      |      |      |      |      |      | 1.93       | 740    |       | 3196  |
| 11        | Jérémy Lelièvre  | França         | xxo  | xxx  |      |      |      |      |      |      |      |      | 1.87       | 687    |       | 3140  |

### 60 metros com barreiras
A prova dos 60 metros com barreiras ocorreu dia 19 ás 11:00. 
| Colocação | Bateria | Nome                    | Nacionalidade  | Resultados | Pontos | Notas | Total |
| --------- | ------- | ----------------------- | -------------- | ---------- | ------ | ----- | ----- |
| 1         | 2       | Ashton Eaton            | Estados Unidos | 7.78       | 1038   |       | 4602  |
| 2         | 2       | Oleksiy Kasyanov        | Ucrânia        | 7.91       | 1005   |       | 4425  |
| 3         | 2       | Adam Sebastian Helcelet | Chéquia        | 8.04       | 972    | SB    | 4305  |
| 4         | 2       | Samuel Remédios         | Portugal       | 8.13       | 949    |       | 4145  |
| 5         | 1       | Tim Nowak               | Alemanha       | 8.21       | 930    | PB    | 4085  |
| 6         | 2       | Jorge Ureña             | Espanha        | 8.23       | 925    |       | 4010  |
| 7         | 1       | Mathias Brugger         | Alemanha       | 8.24       | 922    | SB    | 4245  |
| 8         | 1       | Jérémy Lelièvre         | França         | 8.24       | 922    |       | 4062  |
| 9         | 1       | Petter Olson            | Suécia         | 8.25       | 920    |       | 4017  |
| 10        | 1       | Kurt Felix              | Granada        | 8.34       | 898    |       | 4399  |
| 11        | 2       | Curtis Beach            | Estados Unidos | 8.45       | 872    |       | 4209  |

### Salto com vara
A prova do salto com vara ocorreu dia 19 ás 12:00. 
| Colocação | Nome             | Nacionalidade  | 4.30 | 4.40 | 4.50 | 4.60 | 4.70 | 4.80 | 4.90 | 5.00 | 5.10 | 5.20 | 5.50 | Resultados | Pontos | Notas | Total |
| --------- | ---------------- | -------------- | ---- | ---- | ---- | ---- | ---- | ---- | ---- | ---- | ---- | ---- | ---- | ---------- | ------ | ----- | ----- |
| 1         | Mathias Brugger  | Alemanha       | –    | –    | –    | –    | –    | o    | –    | o    | xo   | xxx  |      | 5.10       | 941    | PB    | 5186  |
| 2         | Ashton Eaton     | Estados Unidos | –    | –    | –    | –    | –    | –    | o    | –    | xo   | –    | xx–  | 5.10       | 941    |       | 5543  |
| 3         | Curtis Beach     | Estados Unidos | –    | –    | –    | o    | o    | o    | o    | xxo  | xxx  |      |      | 5.00       | 910    |       | 5119  |
| 4         | Adam Helcelet    | Chéquia        | –    | –    | o    | –    | o    | o    | xo   | xxx  |      |      |      | 4.90       | 880    | SB    | 5185  |
| 5         | Tim Nowak        | Alemanha       | –    | –    | xo   | –    | o    | xo   | xo   | xxx  |      |      |      | 4.90       | 880    | PB    | 4965  |
| 6         | Oleksiy Kasyanov | Ucrânia        | –    | –    | o    | –    | o    | xo   | xxo  | xxx  |      |      |      | 4.90       | 880    | PB    | 5305  |
| 7         | Petter Olson     | Suécia         | –    | –    | –    | o    | o    | o    | xxx  |      |      |      |      | 4.80       | 849    |       | 4866  |
| 8         | Jérémy Lelièvre  | França         | o    | –    | xo   | o    | xxx  |      |      |      |      |      |      | 4.60       | 790    |       | 4852  |
| 9         | Samuel Remédios  | Portugal       | –    | o    | –    | xxo  | –    | xxx  |      |      |      |      |      | 4.60       | 790    |       | 4935  |
| 10        | Kurt Felix       | Granada        | –    | xxo  | o    | xxx  |      |      |      |      |      |      |      | 4.50       | 760    |       | 5159  |
| 11        | Jorge Ureña      | Espanha        |      |      |      |      |      |      |      |      |      |      |      | DNS        | 0      |       | DNF   |

### 1000 metros
A prova dos 1000 metros ocorreu dia 19 ás 19:35. 
| Colocação | Nome                    | Nacionalidade  | Resultados | Pontos | Notas |
| --------- | ----------------------- | -------------- | ---------- | ------ | ----- |
| 1         | Curtis Beach            | Estados Unidos | 2:29.04    | 999    | CB    |
| 2         | Mathias Brugger         | Alemanha       | 2:34.10    | 940    | PB    |
| 3         | Ashton Eaton            | Estados Unidos | 2:35.22    | 927    | SB    |
| 4         | Jérémy Lelièvre         | França         | 2:36.15    | 917    | SB    |
| 5         | Oleksiy Kasyanov        | Ucrânia        | 2:39.64    | 877    | SB    |
| 6         | Tim Nowak               | Alemanha       | 2:40.57    | 867    | PB    |
| 7         | Petter Olson            | Suécia         | 2:43.85    | 831    |       |
| 8         | Kurt Felix              | Granada        | 2:44.23    | 827    | SB    |
| 9         | Adam Sebastian Helcelet | Chéquia        | 2:45.06    | 818    | SB    |
| 10        | Samuel Remédios         | Portugal       | 2:46.92    | 798    |       |

### Classificação final
Classificação final após termino das provas. .
| Colocação         | Nome                    | Nacionalidade  | 60m  | SD   | AP    | SA   | 60 m c/b | SV   | 1000m   | Pontos | Notas |
| ----------------- | ----------------------- | -------------- | ---- | ---- | ----- | ---- | -------- | ---- | ------- | ------ | ----- |
| Medalha de ouro   | Ashton Eaton            | Estados Unidos | 6.81 | 8.08 | 14.16 | 1.99 | 7.78     | 5.10 | 2:35.22 | 6470   | WL    |
| Medalha de prata  | Oleksiy Kasyanov        | Ucrânia        | 6.86 | 7.49 | 14.53 | 1.99 | 7.91     | 4.90 | 2:39.64 | 6182   | SB    |
| Medalha de bronze | Mathias Brugger         | Alemanha       | 7.15 | 7.30 | 14.47 | 2.05 | 8.24     | 5.10 | 2:34.10 | 6126   | PB    |
| 4                 | Curtis Beach            | Estados Unidos | 7.04 | 7.65 | 13.12 | 2.02 | 8.45     | 5.00 | 2:29.04 | 6118   | SB    |
| 5                 | Adam Sebastian Helcelet | Chéquia        | 7.05 | 7.19 | 14.96 | 2.02 | 8.04     | 4.90 | 2:45.06 | 6003   | SB    |
| 6                 | Kurt Felix              | Granada        | 7.00 | 7.45 | 15.02 | 2.11 | 8.34     | 4.50 | 2:44.23 | 5986   | NR    |
| 7                 | Tim Nowak               | Alemanha       | 7.18 | 6.92 | 14.31 | 1.99 | 8.21     | 4.90 | 2:40.57 | 5832   | PB    |
| 8                 | Jérémy Lelièvre         | França         | 7.02 | 7.14 | 14.04 | 1.87 | 8.24     | 4.60 | 2:36.15 | 5769   |       |
| 9                 | Samuel Remédios         | Portugal       | 6.93 | 7.16 | 13.48 | 1.93 | 8.13     | 4.60 | 2:46.92 | 5733   |       |
| 10                | Petter Olson            | Suécia         | 7.17 | 6.99 | 13.92 | 1.93 | 8.25     | 4.80 | 2:43.85 | 5697   |       |
| 11                | Jorge Ureña             | Espanha        | 7.10 | 7.15 | 12.24 | 1.96 | 8.23     | DNS  | –       | DNF    |       |

Legenda
| Recorde mundial       | Recorde mundial (World record)               |                       | Recorde africano                      | Recorde africano (African) |                                           | Q | Classificado por posição (Qualified) |
| Recorde do campeonato | Recorde do campeonato (Championship record)  | Recorde da América    | Recorde da América (Americas)         | q                          | Classificado por melhor tempo (Qualified) |   |                                      |
| Melhor marca do ano   | Melhor marca do ano (World leading)          | Recorde asiático      | Recorde asiático (Asian)              | DNS                        | Não largou (Did not start)                |   |                                      |
| Recorde nacional      | Recorde nacional (National record)           | Recorde europeu       | Recorde europeu (European)            | DNF                        | Não terminou (Did not finish)             |   |                                      |
| Recorde pessoal       | Recorde pessoal do atleta (Personal best)    | Recorde da Oceania    | Recorde da Oceania (Oceania)          | DSQ / DQ                   | Desclassificado (Disqualified)            |   |                                      |
| Recorde da temporada  | Recorde da temporada do atleta (Season best) | Recorde sul-americano | Recorde sul-americano (South America) | NM                         | Sem marca (No mark)                       |   |                                      |